# Arêtier

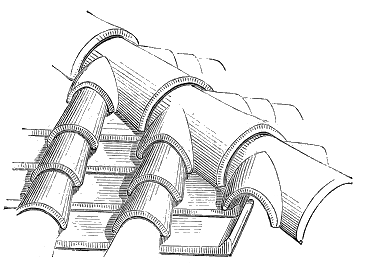
Arêtier en couverture.

L'arêtier est une pièce de charpente qui forme l’angle saillant ou l’arête de la croupe d’un toit ou l'arête d'intersection de deux versants de toiture, d’un pavillon ou de toute autre espèce de comble.
En couverture, l'arêtier désigne l'ouvrage d'étanchéité entre deux versants qui forment un angle saillant. Il peut être constitué d'approches et contre-approches (ardoise, tuile plate, etc.), d'une bande d'arêtier métallique (couverture métallique), d'éléments spécifiques (tuile mécanique), etc.
En menuiserie, on utilise ce terme pour désigner la menuiserie qui, en se servant de la géométrie descriptive, permet de tracer en deux dimensions, des pièces en trois dimensions. L’arêtier désigne ainsi l’arête formée par l'intersection de deux plans inclinés comme une pyramide pour un arêtier droit.

## Arêtier droit
En menuiserie, l'arêtier est un terme général désignant tout type d'ouvrage de formes pyramidale. Plus précisément, il s'agit de la pièce de bois permettant de raccorder deux versants sur la même arête.
Cet ouvrage rarement réalisé de nos jours est utilisé en bijouterie pour différents présentoirs ou pour habiller une hotte de cuisine ou de cheminée.
En menuiserie, cet ouvrage est tombé en désuétude du fait de sa complexité entraînant de fait un coût élevé.
On peut distinguer deux types d'arêtier : les arêtiers en panneaux, c'est-à-dire réalisés avec des panneaux de particule ou de contreplaqué ou les arêtiers dits massifs, c'est-à-dire composés de montants de traverses et de panneaux embrevés. Toutes les pièces de l'ouvrage peuvent être ornées de moulures.
La difficulté de cet ouvrage réside dans un premier temps dans le tracé. En effet, la géométrie descriptive nous permet avec une simple vue en plan d'obtenir par différents rabattements la vraie grandeur d'arête (VGA), la vraie grandeur de pente (VGP) et le rectiligne du dièdre plus communément appelé angle de corroyage.